# 존 맥도넬
존 마틴 맥도넬(John Martin McDonnell, 1951년 9월 8일 ~ )은 영국의 정치인이다. 2015년부터 2020년까지 제러미 코빈 당 대표 체제에서 그림자 내각 재무장관을 맡았으며, 노동당 소속으로 1997년부터 헤이즈 할링턴 지역구에서 선출되어 영국 하원 의원을 지내고 있다. 2007년과 2010년 당 대표 경선에 참여하였으나 대표가 되지는 못했다.

## 역대 선거 결과
| 선거명      | 직책명                          | 대수 | 정당   | 득표율 | 득표수   | 결과 | 당락                        |
| ----------- | ------------------------------- | ---- | ------ | ------ | -------- | ---- | --------------------------- |
| 1992년 총선 | 하원의원 (헤이즈 할링턴 선거구) | 51대 | 노동당 | 44.8%  | 19,436표 | 2위  | 낙선                        |
| 1997년 총선 | 하원의원 (헤이즈 할링턴 선거구) | 52대 | 노동당 | 62.0%  | 25,458표 | 1위  | 헤이즈 할링턴 하원의원 당선 |
| 2001년 총선 | 하원의원 (헤이즈 할링턴 선거구) | 53대 | 노동당 | 65.7%  | 21,279표 | 1위  | 헤이즈 할링턴 하원의원 당선 |
| 2005년 총선 | 하원의원 (헤이즈 할링턴 선거구) | 54대 | 노동당 | 58.7%  | 19,009표 | 1위  | 헤이즈 할링턴 하원의원 당선 |
| 2010년 총선 | 하원의원 (헤이즈 할링턴 선거구) | 55대 | 노동당 | 54.8%  | 23,377표 | 1위  | 헤이즈 할링턴 하원의원 당선 |
| 2015년 총선 | 하원의원 (헤이즈 할링턴 선거구) | 56대 | 노동당 | 59.6%  | 26,843표 | 1위  | 헤이즈 할링턴 하원의원 당선 |
| 2017년 총선 | 하원의원 (헤이즈 할링턴 선거구) | 57대 | 노동당 | 66.5%  | 31,796표 | 1위  | 헤이즈 할링턴 하원의원 당선 |
| 2019년 총선 | 하원의원 (헤이즈 할링턴 선거구) | 58대 | 노동당 | 55.8%  | 24,545표 | 1위  | 헤이즈 할링턴 하원의원 당선 |
| 2024년 총선 | 하원의원 (헤이즈 할링턴 선거구) | 59대 | 노동당 | 53.3%  | 20,405표 | 1위  | 헤이즈 할링턴 하원의원 당선 |